# Phyllophila cretacea
Phyllophila cretacea là một loài bướm đêm trong họ Noctuidae.